# Navadni rakitovec
Navádni rakítovec (znanstveno ime Hippophae rhamnoides), je listopadni grm ali manjše drevo iz družine oljčičevk.

## Opis
Navadni rakitovec zraste do 10 metrov visoko  in ima trnaste veje s srebrnkasto skorjo, ki je na mladih vejah luskasta. Listi rastline so ozki in podolgovati, jajčasto suličaste oblike, po zgornji strani sivo zelene, po spodnji pa srebrno bele barve. Po spodnji strani so ti 2-6 cm dolgi listi poraščeni s kratkimi, gostimi dlačicami. Nameščeni so na kratke peclje.
Rastline so dvodomne vetrocvetke, drobni cvetovi, zraščeni v grozdasta socvetja pa poženejo zgodaj spomladi v pazduhah dvoletnih poganjkov. Cvetovi so rumenkaste barve, iz oplojenih pa se na ženskih rastlinah razvijejo majhni jajčasti plodovi rdeče oranžne ali rumeno oranžne barve. V plodovih je po ena jajčasta peška, obdana s trdo lupino. Plodovi ostanejo na rastlinah še dolgo potem, ko le-te odvržejo listje. Jagode rastline so med najbolj hranljivimi plodovi, saj vsebujejo okoli 9 % maščobnih olj, semena pa kar 13%. Poleg v vodi topnih, vsebujejo tudi v olju topne vitamine. Poleg tega vsebujejo plodovi tudi od 2 do 3 % prostih kislin. Ena najpomembnejših sestavin rakitovca je tudi kvercetin.

## Razširjenost in uporabnost
Navadni rakitovec je razširjen po Srednji in Severni Evropi ter po Zahodni in Srednji Aziji. Ni zahtevna rastlina; dobro prenaša sušo, pa tudi slana obmorska področja. Razmnožuje se s semeni in s potaknjenci. Po evropskih vrtovih navadni rakitovec najdemo kot okrasno rastlino, saj je v jeseni izjemno dekorativen.
Iz semen pridobivajo posebna olja, ki se uporabljajo v medicinske namene, med drugim pri zdravljenju srčnih obolenj in za nego kože. Olje so na svojih nalogah uporabljali tudi ruski kozmonavti za zaščito pred opeklinami zaradi sevanja.